# The Strawberry Blonde
The Strawberry Blonde is een Amerikaanse filmkomedie uit 1941 onder regie van Raoul Walsh. Destijds werd de film in Nederland uitgebracht onder de titel Oh, dat rossig blondje.

## Verhaal
Na zijn vrijlating uit de gevangenis wil Biff Grimes een eerlijke baan als tandarts volhouden. Op een rustige zondagmiddag moet hij een man behandelen, die hem veel last heeft bezorgd. Hij moet daardoor terugdenken aan zijn verleden.

## Rolverdeling
| Acteur              | Personage           |
| ------------------- | ------------------- |
| James Cagney        | Biff Grimes         |
| Olivia de Havilland | Amy Lind            |
| Rita Hayworth       | Virginia Brush      |
| Alan Hale           | Vader Grimes        |
| Jack Carson         | Hugo Barnstead      |
| George Tobias       | Nicholas Pappalas   |
| Una O'Connor        | Mevrouw Mulcahey    |
| George Reeves       | Harold              |
| Lucile Fairbanks    | Vriendin van Harold |
| Edward McNamara     | Big Joe             |
| Helen Lynd          | Josephine           |
| Herbert Heywood     | Toby                |